# Roland Blomstrand
Roland Blomstrand, född 3 september 1961, är en svensk finansman, känd som tidigare ordförande i fotbollsklubben Gais, där han även har ett förflutet som målvakt.
Blomstrand började spela fotboll i Gais som 13-åring 1974, och tillhörde A-truppen som reservmålvakt bakom Kjell Uppling åren 1980–1981. Han spelade några träningsmatcher och en cupmatch, men fick aldrig någon speltid i serien och lånades 1981 ut till Askims IK. Han har därefter suttit i Gais styrelse i många år, bland annat som kassör och vice ordförande. I januari 2022 blev han tillförordnad ordförande i klubben sedan Jonas Andersson avgått efter den misslyckade säsongen 2021, och han valdes sedan till ordinarie ordförande vid årsmötet i mars samma år. Han klev år 2024 av uppdraget och ersattes som ordförande av Stefan Tilk.
Utöver sina uppdrag i Gais har Blomstrand en karriär inom finansbranschen, med erfarenhet från bolag som Swedbank och Carnegie Investment Bank.